# David Marchand
David Marchand (* 10. Dezember 1776 bei Irwin, Westmoreland County, Pennsylvania; † 11. März 1832 in Greensburg, Pennsylvania) war ein US-amerikanischer Politiker. Zwischen 1817 und 1821 vertrat er den Bundesstaat Pennsylvania im US-Repräsentantenhaus.

## Werdegang
David Marchand besuchte private Schulen und studierte anschließend Medizin. Nach seiner Zulassung als Arzt praktizierte er im Westmoreland County. Während des Britisch-Amerikanischen Krieges war er in den Jahren 1812 bis 1814 Generalmajor der Staatsmiliz. Politisch schloss sich Marchand der Demokratisch-Republikanischen Partei an. Bei den Kongresswahlen des Jahres 1816 wurde er im elften Wahlbezirk von Pennsylvania in das US-Repräsentantenhaus in Washington, D.C. gewählt, wo er am 4. März 1817 die Nachfolge von William Findley antrat. Nach einer Wiederwahl konnte er bis zum 3. März 1821 zwei Legislaturperioden im Kongress absolvieren.
Nach dem Ende seiner Zeit im US-Repräsentantenhaus arbeitete David Marchand wieder als Arzt. Im Jahr 1821 wurde er im Westmoreland County zum Prothonotary gewählt. Er starb am 11. März 1832 in Greensburg, wo er auch beigesetzt wurde. Sein Sohn Albert (1811–1848) wurde ebenfalls Kongressabgeordneter.